# Budaháza
Budaháza (szlovákul: Budince) község Szlovákiában, a Kassai kerület Nagymihályi járásában.

## Fekvése
Nagykapostól 3 km-re keletre, az ukrán határ közelében található.

## Története
Eredeti neve „Chistols” vagy „Kestolsch” (az 1332–1337-es pápai tizedjegyzékben).
A 18. század végén, 1796-ban Vályi András így ír róla: „BUDAHÁZA. Jó magyar falu Ungvár Vármegyében, birtokosai külömbféle Urak, lakosai katolikusok, és reformátusok, fekszik Doboruszkátol nem meszsze, az Ungvári Ország úttyában, melly Kaposra vezet, határjának jó termékenységéhez, ’s nevezetes vagyonnyaihoz képest, első Osztálybéli.”
A 19. században a Tabódy, Tomcsányi és Eötvös családok voltak a fő birtokosai.
Fényes Elek 1851-ben kiadott geográfiai szótárában így ír a faluról: „Budaháza, magyar falu, Ungh vgyében, Dobo-Ruszkához 1/2 órányira: 37 r., 42 gör. kath., 104 ref., 17 zsidó lak. F. u. Tabódy, Tomcsányi, Eötvös, s m. Ut. p. Ungvár.”
1920-ig Ung vármegye Nagykaposi járásához tartozott, majd az újonnan létrehozott csehszlovák államhoz csatolták. 1938-1945 között ismét Magyarország része.

## Népessége
| Év:            | 1994. | 2004.    | 2014.   | 2024.   |
| -------------- | ----- | -------- | ------- | ------- |
| Emberek száma: | 182   | 213      | 215     | 233     |
| Eltérés:       |       | +17,03 % | +0,93 % | +8,37 % |

| Év:            | 2023. | 2024.   |
| -------------- | ----- | ------- |
| Emberek száma: | 226   | 233     |
| Eltérés:       |       | +3,09 % |

1910-ben 146-an, túlnyomórészt magyar anyanyelvűek lakták.
2001-ben 192 lakosából 131 magyar, 45 cigány, 13 szlovák.
2011-ben 230 lakosából 162 magyar, 54 cigány és 10 szlovák volt.

## Híres emberek
- Itt született 1885. június 18-án Tabódy Tibor, Zala vármegye főispánja, országgyűlési képviselő.